# Hradiště u Mařína
Hradiště u Mařína (známé též jako Křenovské hradisko) je raně středověké hradiště. Nachází se nedaleko zaniklého dvora a osady Mařín, na rozhraní katastrálních území Křenov a Zadní Arnoštov, které je součástí Jevíčka v okrese Svitavy v Pardubickém kraji.

## Situace
Hradiště je rozsáhlá archeologická lokalita v katastrálním území Zadní Arnoštov a Křenov, na pomezí východních Čech a severozápadní Moravy. Zaujímá vrchol kopce Křenovské hradisko s nadmořskou výškou 571 metrů. Ačkoliv jde o nápadnou a rozsáhlou lokalitu, až do roku 2005 zde nebyl prováděn archeologický výzkum. Teprve díky Regionálnímu muzeu ve Vysokém Mýtě byl v roce 2005 zahájen patnáct let trvající archeologický výzkum. Během výzkumu a geofyzikální prospekce byly nalezeny importované předměty denní potřeby avarského, byzantského i karolínského původu ze 7.–9. století.
Podle náhodně nalezených keramických zlomků bylo hradiště osídleno zhruba v 9. století. K druhotnému osídlení lokality došlo ve 12. a 13. století, patrně v souvislosti s těžbu železné rudy. Ve středověku kolem lokality vedla Trstenická stezka.

## Popis
Rozloha dvoudílného hradiště dosahuje asi dvaceti hektarů. Akropoli s rozměry 330 × 210 metrů obklopuje opevnění tvořené příkopem a valem, jehož výška je až pět metrů. Podle starších destrukcí mívala původní hradba dřevěnou konstrukci s čelní kamennou zdí. Vypálená hlína na koruně valu naznačuje existenci palisády nebo jiné dřevěné stavby. K akropoli na jihu přiléhá svažité předhradí, přičemž v místech styku jeho fortifikace s hradbou akropole, bývaly vstupní brány. Celková délka opevnění je 800 metrů. Další předhradí se nachází na západní straně akropole ve svahu kopce.